# Remigio Morales Bermúdez
Remigio Morales Bermúdez (Pica, 30 de Setembro de 1836 — Lima, 1894) foi um político e Presidente do Peru de 10 de Agosto de 1890 a 1 de Abril de 1894.

## Vida
Foi um militar que lutou na Guerra do Pacífico, atuando na campanha terrestre do sul, na defesa de Lima e na campanha de Breña, nesta última sob o comando do General Andrés A. Cáceres, de quem se tornou um político ferrenho apoiante. Ele lutou contra Miguel Iglesias e foi o primeiro vice-presidente do primeiro governo de Cáceres. Apoiado na caça, conquistou a presidência em 1890. Seu governo foi discreto, não realizando grandes obras públicas, limitando-se a dar continuidade à política do presidente anterior. Ele exerceu forte repressão contra partidários de Nicolás de Piérola e outros grupos políticos. No aspecto internacional, não chegou a acordo de fronteira comEquador como o Tratado García-Herrera não foi aprovado pelo Congresso Peruano. Da mesma forma, sua gestão foi orientada a preparar o plebiscito a ser realizado em Tacna e Arica ocupados pelos chilenos, conforme previsto no Tratado de Ancón, mas este não se concretizou, devido à falta de acordos sobre quem deveria votar no plebiscito com o Chile. Já após seu governo, ele adoeceu gravemente de repente e morreu em 1º de abril de 1894. Ele foi substituído por seu segundo vice-presidente, Justiniano Borgoño. Esta polêmica sucessão presidencial, que deixou de lado o primeiro vice-presidente Pedro Alejandrino del Solar. Para favorecer o retorno ao poder do General Cáceres, deu origem a uma sangrenta guerra civil, após a qual foi inaugurado o governo constitucional de Nicolás de Piérola.